# Alvinnn!!! e os Esquilos
ALVINNN!!! e os Esquilos (em inglês:  Alvinnn!!! and the Chipmunks ou em francês:  Alvinnn!!! et les Chipmunks) (inicialmente The Chipmunks and Chipettes) é uma série de animação franco-estado-unidense computadorizada, baseada nos personagens Alvin e os Esquilos e As Esquiletes. A série foi anunciada pela primeira vez em 2010 por Ross Bagdasarian, Jr. e Janice Karman. Na França a série estreou pelo canal M6 em 30 de março de 2015.
Em Portugal a série estreou no dia 11 de maio de 2015 na Nickelodeon, depois estreou na SIC, nas Manhãs de Animação, no dia 12 de setembro de 2015 e mais tarde estreou no dia 7 de julho de 2025 no Panda Kids.
No Brasil a série estreou no canal Gloob em 15 de junho de 2015.
A série foi traduzida como ALVINNN!!! e os Esquilos, embora o original chipmunk seja traduzido como tâmia, um animal muito próximo aos esquilos.

## Produção
A série foi programada para ter 104 episódios de 11 minutos, totalmente projetados em 3D. Na versão original, Ross Bagdasarian Jr. e Janice Karman também deram voz aos personagens principais.
A série foi produzida por Ross Bagdasarian Jr., Janice Karman, Sandrine Nguyen e Boris Hertzog, em coprodução com o estúdio de animação americano Bagdasarian Productions que lidou com a dobragem e a banda sonora e os estúdios franceses OuiDo! Productions (anteriormente Genao Productions) e Moonscoop, que lidou com a animação e participou da criação do storyboard.

## Elenco
| Personagem                 | Estados Unidos        | França                    | Brasil                                       | Portugal         |
| -------------------------- | --------------------- | ------------------------- | -------------------------------------------- | ---------------- |
| Dave                       | Ross Bagdasarian, Jr. | Jérôme Pauwels            | Élcio Sodré                                  | José Neves       |
| Alvin                      | Ross Bagdasarian, Jr. | Emmanuel Garijo           | Fábio Lucindo (1º voz) Yuri Chesman (2º voz) | Pedro Bargado    |
| Simon                      | Ross Bagdasarian, Jr. | Mathias Kozlowski         | Wendel Bezerra                               | Pedro Leitão     |
| Theodore                   | Janice Karman         | Alexis Tomassian          | Rodrigo Andreatto                            | Carla Garcia     |
| Brittany                   | Janice Karman         | Marie-Eugénie Maréchal    | Eleonora Prado                               | Sandra de Castro |
| Jeanette                   | Janice Karman         | Natacha Muller            | Samira Fernandes                             | Soraia Tavares   |
| Eleanor e Vozes Adicionais | Vanessa Bagdasarian   | Karine Foviau             | Fernanda Bullara                             | Joana Castro     |
| Kevin e Vozes Adicionais   | Michael Bagdasarian   | Informação não disponível | Informação não disponível                    | José Neves       |

## Personagens
- Alvin - Alvin é o esquilo muito travesso, muito encrenqueiro e as vezes um pouco egoísta, mas não é de todo mal. Ele causa muitas confusões e as vezes é castigado por Dave, e ele tem uma rivalidade com seu irmão Simon ele tem uma paixão secreta pela brittany.
- Simon - Simon é o esquilo mais sábio, responsável, esperto e educado. Ele não consegue enxergar nada sem os seus óculos ele tem uma paixão pela jeannette.
- Theodore - Theodore é o esquilo sensível e ingênuo. Ele também tem medo de palhaços (como é mostrado no episódio 15 da primeira temporada) ele tem uma paixão secreta pela Eleanor.
- Dave - É o pai dos três esquilos, em alguns episódios quando Alvin apronta alguma, ele grita: "ALVINNN!!!". Dave também é compositor de músicas.
- " Julie é uma amiga e interesse do Dave.
- " Senhorita Smith é uma professora da sala.
- " Senhorita croner é uma velha rabugenta.
- " Derek é um valentão da escola.
- " James o estudante e nerd.
- " Brittany, Eleanor, Jeannette são as Esquiletes da moda e estilo e elas tem uma paixão secreta pelos esquilos
- " Mc Toquinho é um homem de músico.

## Personagens recorrentes e vozes adicionais
- Kevin é um menino estudante da escola.
- Vanessa é um adolescente é tem um pássaro chamado Berdi.(Aparece no episódio "Boca Mole"
- A Diretora (teve uma aparição forte no episódio "Paixonite Aguda")
- Basil é um menino de 6 anos.(Aparece no episódio "A Batalha na minha Área")
- Policial Dangus é um guarda duro.

## Episódios
| Temporada | Temporada | Episódios | França                 | França                 | Estados Unidos          | Estados Unidos          | Brasil                 | Brasil                 | Portugal             | Portugal            |
| Temporada | Temporada | Episódios | Estreia de temporada   | Final de temporada     | Estreia de temporada    | Final de temporada      | Estreia de temporada   | Final de temporada     | Estreia de temporada | Final de temporada  |
| --------- | --------- | --------- | ---------------------- | ---------------------- | ----------------------- | ----------------------- | ---------------------- | ---------------------- | -------------------- | ------------------- |
|           | 1         | 26        | 30 de março de 2015    | 13 de novembro de 2015 | 3 de agosto de 2015     | 8 de março de 2016      | 15 de junho de 2015    | 16 de abril de 2016    | 11 de maio de 2015   | 28 de março de 2016 |
|           | 2         | 26        | 16 de novembro de 2015 | 3 de outubro de 2017   | 9 de março de 2016      | 3 de junho de 2017      | 30 de maio de 2016     | 20 de outubro de 2017  | 20 de junho de 2016  | por anunciar        |
|           | 3         | 26        | 6 de abril de 2018     | 1 de março de 2019     | 10 de junho de 2017     | 19 de junho de 2019     | 11 de novembro de 2017 | 4 de maio de 2019      | por anunciar         | por anunciar        |
|           | 4         | 26        | 2 de julho de 2019     | 5 de abril de 2021     | 20 de junho de 2019     | 22 de fevereiro de 2021 | 22 de julho de 2019    | 20 de dezembro de 2020 | por anunciar         | por anunciar        |
|           | 5         | 26        | 23 de agosto de 2021   | 2 de dezembro de 2022  | 23 de fevereiro de 2021 | 4 de março de 2023      | 27 de agosto de 2021   | por anunciar           | por anunciar         | por anunciar        |

### 1.ª Temporada (2015-2016)
| # | Título                                                 | Escrito por                           | Exibição original                                                              | Código de Produção | Audiência (em milhões) |
| --- | ------------------------------------------------------ | ------------------------------------- | ------------------------------------------------------------------------------ | ------------------ | ---------------------- |
| 1a | "Ursinho Falante" "Talking Teddy"                      | Janice Karman e Michael Bagdasarian   | 31 de março de 2015 3 de agosto de 2015 16 de junho de 2015                    | 101                | 2,27                   |
| Theodore compra um urso de pelúcia que pode falar quando Theodore fala com ele. Mais tarde, Alvin e Simon programam o Ursinho Falante para um teclado porque o urso de pelúcia está deixando eles loucos. No final, Alvin e Simon descobrem que Theodore comprou outro urso de pelúcia. |                                                        |                                       |                                                                                |                    |                        |
| 1b | "Paixonite Aguda" "Principal Interest"                 | Janice Karman                         | 30 de março de 2015 3 de agosto de 2015 11 de maio de 2015 15 de junho de 2015 | 101                | 2,27                   |
| É o primeiro dia de escola de Alvin, Simon e Theodore, mas quando chegam na escola, Alvin se apaixona pela diretora da escola. |                                                        |                                       |                                                                                |                    |                        |
| 2a | "A de Alienígena" "A Is For Aliens"                    | Janice Karman e Michael Bagdasarian   | 1 de abril de 2015 4 de agosto de 2015 16 de junho de 2015                     | 102                | 2,20                   |
| Alvin suspeita de que há alienígenas no porão da escola. |                                                        |                                       |                                                                                |                    |                        |
| 2b | "Jeanette Encantada" "Jeanette Enchanted"              | Janice Karman e Vanessa Chambers      | 2 de abril de 2015 4 de agosto de 2015 8 de agosto de 2015                     | 102                | 2,20                   |
| Jeanette não quer comemorar o seu aniversário já descobriu que o mundo não é mágico, então Alvin, Simon, Theodore, Eleanor e Brittany tentam fazer uma "varinha mágica" para Jeanette.                                                                                                  |                                                        |                                       |                                                                                |                    |                        |
| 3a | "Papel de Irmã" "Sister Act"                           | Peter Saisselin                       | 3 de abril de 2015 5 de agosto de 2015 15 de agosto de 2015                    | 103                | 2,09                   |
| Depois de uma briga com a Brittany, Eleanor decide morar junto na casa dos Esquilos, mas Alvin está "sufocado" com ela. |                                                        |                                       |                                                                                |                    |                        |
| 3b | "MC Toquinho" "Lil' T"                                 | Janice Karman e Michael Bagdasarian   | 4 de maio de 2015 5 de agosto de 2015 22 de agosto de 2015                     | 103                | 2,09                   |
| Depois da sua canção ser rejeitada por seus irmãos, Theodore faz uma música e fica popular na internet. Dois homens que viram o vídeo do Theodore na internet vão na casa dos Esquilos, e transformam ele no famoso MC Toquinho.                                                        |                                                        |                                       |                                                                                |                    |                        |
| 4a | "Que Joia" "What a Gem"                                | Janice Karman e Michael Bagdasarian   | 6 de abril de 2015 6 de agosto de 2015 15 de junho de 2015 -->                 | 104                | 2,16                   |
| Alvin suspeita da Senhorita Croner ter um diamante ou alguma coisa roubada no jardim dela. |                                                        |                                       |                                                                                |                    |                        |
| 4b | "Espírito de Família" "Family Spirit"                  | Thomas Forwood                        | 14 de outubro de 2015 6 de agosto de 2015 2015 de agosto de 26                 | 104                | 2,16                   |
| Alvin tenta sair do Dia da Família para um torneio de futebol. |                                                        |                                       |                                                                                |                    |                        |
| 5a | "O Aplicativo" "The App"                               | Peter Saisselin                       | 6 de maio de 2015 7 de agosto de 2015 15 de junho de 2015                      | 105                | 1,89                   |
| Dave baixa A Harmonizadora do Lar para ter uma vida melhor com os esquilos e Alvin não acaba gostando disso. |                                                        |                                       |                                                                                |                    |                        |
| 5b | "Don Juan Theodore" "Don Juan Theodoro"                | David Sauerwein                       | 3 de setembro de 2015 7 de agosto de 2015-->                                   | 105                | 1,89                   |
| Os esquilos e as esquiletes ensinam a Theodore dicas de namoro. |                                                        |                                       |                                                                                |                    |                        |
| 6a | "AlBrittany" "AlBrittina"                              | Peter Saisselin                       | 5 de maio de 2015 10 de agosto de 2015                                         | 106                | 2,17                   |
| Sendo o par místico da Brittany, Alvin fica tão nervoso. Mas no dia seguinte, ele muda de estilo. |                                                        |                                       |                                                                                |                    |                        |
| 6b | "Simon para Presidente" "Simon for President"          | Janice Karman e Michael Bagdasarian   | 8 de maio de 2015 10 de agosto de 2015                                         | 106                | 2,17                   |
| Simon e Alvin se rivalizam para o cargo de presidente da classe.. |                                                        |                                       |                                                                                |                    |                        |
| 7a | "Servir e Proteger" "To Serve and Protect"             | Janice Karman                         | 13 de outubro de 2015 11 de agosto de 2015                                     | 107                | 2,16                   |
| Alvin tenta de tudo para ser advertido por Simon para não ir ao Smithsonian. |                                                        |                                       |                                                                                |                    |                        |
| 7b | "Detonando à Moda Antiga" "Kicking it Old School"      | Janice Karman                         | 12 de outubro de 2015 11 de agosto de 2015                                     | 107                | 2,17                   |
| Dave leva os esquilos para uma viagem no fim de semana, mas os esquilos não acabam gostando dessa viagem. |                                                        |                                       |                                                                                |                    |                        |
| 8a | "O Palhaço do Pedaço" "Clowning Around"                | Janice Karman e Michael Bagdasarian   | 2 de abril de 2015 12 de agosto de 2015 17 de junho de 2015                    | 108                | 2,33                   |
| Alvin tenta Theodore a ser assustador, mas ele assusta o Theodore. |                                                        |                                       |                                                                                |                    |                        |
| 8b | "Valentão por Você" "Bully For You"                    | Janice Karman                         | 6 de abril de 2015 12 de agosto de 2015 17 de junho de 2015                    | 108                | 2,33                   |
| Depois de seu óculos quebrar, Simon fica com seu par antigo óculos e acaba sendo atormentado pelos valentões da escola. |                                                        |                                       |                                                                                |                    |                        |
| 9a | "Minha Irmã, a Esquisitona" "My Sister The Weirdo"     | Janice Karman                         | 31 de agosto de 2015 13 de agosto de 2015 18 de junho de 2015                  | 109                | 2,07                   |
| Alvin ensina a Jeanette como não ter vergonha. |                                                        |                                       |                                                                                |                    |                        |
| 9b | "A Batalha na Minha Área" "Turf War"                   | Peter Saisselin                       | 2 de setembro de 2015 13 de agosto de 2015                                     | 109                | 2,07                   |
| 10a | "Boa Sorte, Sr. Bigode" "Good Luck Mr. Whiskers"       | Michael Bagdasarian                   | 1 de maio de 2015 14 de agosto de 2015 18 de junho de 2015                     | 110                | 1,90                   |
| Os esquilos e as esquiletes ficam com medo depois da Senhorita Croner ter dito que depois do sumiço do Sr. Bigode, aconteceria uma "maldição do gato". |                                                        |                                       |                                                                                |                    |                        |
| 10b | "Quem é o Papai?" "Who's Your Daddy?"                  | Janice Karman                         | 30 de março de 2015 14 de agosto de 2015                                       | 110                | 1,90                   |
| Depois de Dave ficar doente, Alvin assume o dever de pai, mas ele descobre que ser pai é muito difícil. |                                                        |                                       |                                                                                |                    |                        |
| 11a | "A Montanha Mística" "Mystic Mountain"                 | Michael Bagdasarian                   | 31 de março de 2015 17 de agosto de 2015                                       | 111                | 1,90                   |
| Dave acha que os esquilos estão viciados nesse jogo, mas quando eles ensinam Dave a jogar, ele fica mais viciado do que os esquilos. |                                                        |                                       |                                                                                |                    |                        |
| 11b | "Doces Confissões" "Candy Confessions"                 | Janice Karman                         | 1 de abril de 2015 18 de agosto de 2015                                        | 111                | 2,05                   |
| Alvin pede a Theodore para comprar o skate mais irado da loja, mas depois Theodore acaba voltando sem o skate, agora Theodore vai ter que mentir para o Alvin ou dizer a verdade. |                                                        |                                       |                                                                                |                    |                        |
| 12a | "Encanto Desaparecido" "Mojo Missing"                  | Peter Saisselin                       | 7 de setembro de 2015 19 de agosto de 2015                                     | 112                | 1,86                   |
| Depois de dar o seu boné para a Misty, Alvin acha que ele perdeu o seu encanto no seu boné. |                                                        |                                       |                                                                                |                    |                        |
| 12b | "Quem é o Animal" "Who's the Animal"                   | Janice Karman e Michael Bagdasarian   | 31 de agosto de 2015 20 de agosto de 2015                                      | 112                | 2,27                   |
| Depois do passeio da escola, Alvin fica preso em uma gaiola. Enquanto isso, seus irmãos confundem o Alvin com um Diabo-da-Tasmânia |                                                        |                                       |                                                                                |                    |                        |
| 13a | "Escapando Entre os Dedos" "Slippin' Thru My Fingers"  | Janice Karman                         | 30 de março de 2015 21 de agosto de 2015                                       | 113                | 1,80                   |
| Os esquilos já estão crescidos e Dave parece estar muito apegado neles, então eles arranjam um encontro para o Dave. |                                                        |                                       |                                                                                |                    |                        |
| 13b | "Deixando Dave Doido" "Driving Dave Crazy"             | Janice Karman                         | 7 de maio de 2015 31 de agosto de 2015                                         | 113                | 1,64                   |
| Os esquilos e as esquiletes fazem uma bagunça enorme no quarto do Alvin, mas quando eles vão arrumar, eles fazem do jeito errado, que, acidentalmente, estragam a música de Dave. |                                                        |                                       |                                                                                |                    |                        |
| 14a | "Veloz e Furioso" "Safety Third"                       | Janice Karman                         | 1 de setembro de 2015                                                          | 114                | 1,81                   |
| Dave se recusa a comprar o carro X-Class 247 para o Alvin, já que descobriu que ele é perigoso, mas Simon faz uma réplica do carro. |                                                        |                                       |                                                                                |                    |                        |
| 14b | "Senhor Certinho" "Mister Manners"                     | Peter Saisselin                       | 3 de setembro de 2015 2 de setembro de 2015                                    | 114                | 1,63                   |
| Alvin precisa passar no teste de boas maneiras para conhecer a princesa Keith da Inglaterra |                                                        |                                       |                                                                                |                    |                        |
| 15a | "A Casa na Árvore" "The Tree House"                    | Janice Karman                         | 4 de setembro de 2015 3 de setembro de 2015                                    | 115                | 1,91                   |
| Enquanto estavam arrumando sua casa, as esquiletes se lembram como elas impediram que a árvore fosse destruída. |                                                        |                                       |                                                                                |                    |                        |
| 15b | "O Resgate de Simon" "Saving Simon"                    | Peter Saisselin                       | 2 de setembro de 2015 4 de setembro de 2015                                    | 115                | 1,49                   |
| Depois de acreditarem que Simon vai embora, Alvin, Theodore e as Esquiletes decidem fazer um "resgate". |                                                        |                                       |                                                                                |                    |                        |
| 16a | "De Volta à Escola" "Back to School"                   | Janice Karman                         | 4 de setembro de 2015 8 de setembro de 2015                                    | 116                | 1,56                   |
| Depois de saber que foi reprovado no seu ensino médio, Dave terá que voltar à escola de Alvin para ter o diploma. |                                                        |                                       |                                                                                |                    |                        |
| 16b | "Melhores Amigos" "Bromance"                           | Janice Karman                         | 1 de setembro de 2015 9 de setembro de 2015                                    | 116                | 1,94                   |
| Simon conhece um menino que se chama Jamie, e eles se passam a ser melhores amigos. |                                                        |                                       |                                                                                |                    |                        |
| 17a | "Quarto Para um Só" "A Room of One's Own"              | Fabrice Ziolkowsky                    | 7 de setembro de 2015 10 de setembro de 2015                                   | 117                | 1,94                   |
| Alvin diz para Dave que ele é muito maduro o suficiente para ter um quarto só para ele, mas ele percebe que ficar sozinho não é tão legal. |                                                        |                                       |                                                                                |                    |                        |
| 17b | "Rebanho de Carrinhos" "Carts and Crafts"              | Reid Harrison                         | 16 de outubro de 2015 11 de setembro de 2015                                   | 117                | 2,09                   |
| Alvin acidentalmente deixa a bicicleta do Theodore na chuva, e ele terá que substituir outra. |                                                        |                                       |                                                                                |                    |                        |
| 18a | "Amigos do Meio Ambiente" "Going Green"                | Janice Karman                         | 19 de outubro de 2015 2 de novembro de 2015                                    | 118                | 2,09                   |
| Os Esquilos e as Esquiletes não usam a eletricidade, apesar deles participarem do concurso Amigos do Meio Ambiente. |                                                        |                                       |                                                                                |                    |                        |
| 18b | "Boca Mole" "Tattle Tail"                              | Peter Saisselin                       | 20 de outubro de 2015 3 de novembro de 2015                                    | 118                | 2,08                   |
| Na esperança de ser o par de uma garota no baile, Vanessa, Alvin terá que cuidar do passarinho da garota. |                                                        |                                       |                                                                                |                    |                        |
| 19a | "Ela Tem Estilo" "She's Got Style"                     | Peter Saisselin                       | 16 de outubro de 2015 4 de novembro de 2015                                    | 119                | 1,76                   |
| 19b | "Super-Heróis" "Super Heroes"                          | Reid Harrison                         | 15 de outubro de 2015 5 de novembro de 2015                                    | 119                | 2,24                   |
| 20a | "Conspiração do Beijo" "Kiss Conspiracy"               | Peter Saisselin                       | 15 de janeiro de 2015 6 de novembro de 2015                                    | 120                | 2,06                   |
| 20b | "Os Hóspedes" "House Guests"                           | Jean-Phillipe Robin e Peter Saisselin | 28 de outubro de 2015 9 de novembro de 2015                                    | 120                | 1,82                   |
| 21a | "Theozilla" "Theozilla"                                | Reid Harrison                         | 29 de outubro de 2015 10 de novembro de 2015                                   | 121                | 1,79                   |
| 21b | "Game-Cão" "Doggone It"                                | Reid Harrison                         | 30 de outubro de 2015 12 de novembro de 2015                                   | 121                | 1,86                   |
| 22a | "Motim" "Mutiny"                                       | Peter Saisselin                       | 2 de novembro de 2015 13 de novembro de 2015                                   | 122                | 1,59                   |
| 22b | "Realidade ou Não" "Reality or Not"                    | Michael Bagdasarian                   | 3 de novembro de 2015 16 de novembro de 2015                                   | 122                | 1,81                   |
| 23a | "Que Comam Migalhas" "Let Them Eat Crumbs"             | Janice Karman                         | 4 de novembro de 2015 17 de novembro de 2015                                   | 123                | 1,70                   |
| 23b | "A Festa Fantasma" "Who Ghosts There"                  | Marie Beardmore e Peter Saisselin     | 5 de novembro de 2015 18 de novembro de 2015                                   | 123                | 2,09                   |
| 24a | "Os Poderes Secretos do Alvin" "Alvin's Secret Powers" | Janice Karman                         | 6 de novembro de 2015 19 de novembro de 2015                                   | 124                | 1,84                   |
| 24b | "O Minhoquinha" "Warbie"                               | Janice Karman                         | 9 de novembro de 2015 20 de novembro de 2015                                   | 124                | 1,61                   |
| 25a | "Eu Vou Sobreviver" "I Will Survive"                   | Fabrice Ziolkowski e Peter Saisselin  | 10 de novembro de 2015 15 de fevereiro de 2016                                 | 125                | 2,08                   |
| 25b | "A Bolsa Nova do Alvin" "Alvin's Got a Brand New Bag"  | Pauline Gentile                       | 11 de novembro de 2015 15 de fevereiro de 2016                                 | 125                | 2,08                   |
| 26a | "A Arte pelo Bem da Arte" "Art for Art's Sake"         | Reid Harrison                         | 12 de novembro de 2015 7 de março de 2016                                      | 126                | 1,85                   |
| 26b | "A Toca do Guerreiro" "Mancave"                        | Peter Saisselin                       | 13 de novembro de 2015 8 de março de 2016                                      | 126                | 1,68                   |

### 2.ª Temporada (2016-2017)
| #   | Título                                                   | Escrito por                         | Exibição original                                               | Código de Produção | Audiência (em milhões) |
| --- | -------------------------------------------------------- | ----------------------------------- | --------------------------------------------------------------- | ------------------ | ---------------------- |
| 27a | "Dia de Cão" "Dog Days"                                  | Janice Karman                       | 16 de novembro de 2015 9 de março de 2016 8 de agosto de 2016   | 201                | 1,75                   |
| 27b | "Pai Dragão" "Dragon Dad"                                | Peter Saisselin                     | 17 de novembro de 2015 10 de março de 2016 9 de agosto de 2016  | 201                | 1,94                   |
| 28a | "Só para Membros" "Members Only"                         | Janice Karman                       | 18 de novembro de 2015 11 de março de 2016 10 de agosto de 2016 | 202                | 1,67                   |
| 28b | "O Novato" "The New Kid"                                 | Janice Karman                       | 9 de maio de 2016 11 de agosto de 2016                          | 202                | 1,64                   |
| 29a | "Simon, o Magnifico" "Simon the Superb"                  | Janice Karman e Michael Bagdasarian | 10 de maio de 2016 15 de agosto de 2016                         | 203                | 1,48                   |
| 29b | "O Substituto" "The Sub"                                 | Janice Karman                       | 11 de maio de 2016 12 de agosto de 2016                         | 203                | 1,65                   |
| 30a | "Luz, Câmera... Epa!" "Lights Camera Uh-Oh"              | Michael Bagdasarian                 | 12 de maio de 2016 18 de agosto de 2016                         | 204                | 1,59                   |
| 30b | "O Dave de Cera" "Wax Dave"                              | Janice Karman                       | 13 de maio de 2016 16 de agosto de 2016                         | 204                | 1,60                   |
| 31a | "Brittany, a Invasora" "Brittany the Body Snatcher"      | Janice Karman                       | 6 de junho de 2016 19 de agosto de 2016                         | 205                | 1,35                   |
| 31b | "A Agente Smith" "Agent Smith"                           | Peter Saisselin                     | 7 de junho de 2016 17 de agosto de 2016                         | 205                | 1,42                   |
| 32a | "O Encantador de Bebês" "Baby Whisperer"                 | Janice Karman                       | 8 de junho de 2016 23 de agosto de 2016                         | 206                | 1,40                   |
| 32b | "O Acordo" "Let's Make a Deal"                           | Reid Harrison                       | 9 de junho de 2016 22 de agosto de 2016                         | 206                | 1,17                   |
| 33a | "O Sábio" "Munk Man"                                     | Janice Karman                       | 10 de junho de 2016 24 de outubro de 2016                       | 207                | 1,19                   |
| 33b | "Vamos Nessa!" "Ride Along"                              | Michael Bagdasarian                 | 1 de agosto de 2016 24 de agosto de 2016                        | 207                | 1,74                   |
| 34a | "O Fim de Semana Maluco do Alvin" "Alvin's Wild Weekend" | Janice Karman                       | 2 de agosto de 2016 25 de outubro de 2016                       | 208                | 1,83                   |
| 34b | "Por Quem os Sinos Dobram" "For Whom the Bell Tolls"     | Bart Coughlin                       | 3 de agosto de 2016 26 de outubro de 2016                       | 208                | 1,54                   |
| 35a | "O Nanofone" "iHear"                                     | Peter Saisselin                     | 4 de agosto de 2016 27 de outubro de 2016                       | 209                | 1,53                   |
| 35b | "A Bruxa Está Solta" "Switch Witch"                      | Reid Harrison                       | 8 de agosto de 2016 28 de outubro de 2016                       | 209                | 1,66                   |
| 36a | "Encrenca Dobrada" "Double Trouble"                      | Janice Karman e Michael Bagdasarian | 9 de agosto de 2016                                             | 210                | 1,48                   |
| 36b | "Mentira, Mentirinha" "Liar Liar"                        | Janice Karman                       | 10 de agosto de 2016 1 de novembro de 2016                      | 210                | 1,61                   |
| 37a | "O Sapo Sugador" "Suck Toad"                             | Janice Karman                       | 11 de agosto de 2016                                            | 211                | 1,62                   |
| 37b | "O Admirador Secreto" "Secret Admirer"                   | Janice Karman                       | 15 de agosto de 2016                                            | 211                | 1,43                   |
| 38a | "Cancelar Envio" "Un-send!"                              | Bart Coughlin                       | 16 de agosto de 2016 4 de novembro de 2016                      | 212                | 1,40                   |
| 38b | "O Orbe" "The Orb"                                       | Janice Karman                       | 17 de agosto de 2016                                            | 212                | 1,36                   |
| 39a | "A Caixinha de Música" "The Music Box"                   | Peter Saisselin                     | 18 de agosto de 2016                                            | 213                | 1,48                   |
| 39b | "Entrega Especial" "Special Delivery"                    | Anne Baraou e Reid Harrison         | 22 de agosto de 2016                                            | 213                | 1,32                   |
| 40a | "Cadê a Senhorita Smith?" "Missing Miss Smith"           | Michael Bagdasarian                 | 23 de agosto de 2016                                            | 214                | 1,44                   |
| 40b | "Insanidade Monstruosa" "Monster Madness"                | Bart Coughlin                       | 24 de agosto de 2016                                            | 214                | 1,48                   |
| 41a | "As Super-Heroínas" "Super Girls"                        | Janice Karman                       | 25 de agosto de 2016                                            | 215                | 1,50                   |
| 41b | "Ficando Para Trás" "Held Back"                          | por anunciar                        | por anunciar                                                    | 215                | -                      |
| 42a | "A Festa é Minha!" "It's My Party"                       | por anunciar                        | por anunciar                                                    | 215                | -                      |
| 42b | "No Estilo dos Humphry" "Keeping Up with the Humphries"  | por anunciar                        | por anunciar                                                    | 215                | -                      |
| 43a | "Nós Somos os Esquilos" "We're The Chipmunks"            | por anunciar                        | por anunciar                                                    | 215                | -                      |
| 43b | "Dança Comigo?" "Save the Dance"                         | por anunciar                        | por anunciar                                                    | 215                | -                      |
| 44a | "A Substituta" "The Temp"                                | por anunciar                        | por anunciar                                                    | 215                | -                      |
| 44b | "Armadilha Para Pais" "Parent Trap"                      | por anunciar                        | por anunciar                                                    | 215                | -                      |
| 45a | "Cavaleiros" "Knights"                                   | ASA                                 | ASA                                                             |                    | ASD                    |
| 45b | "Encantador de Serpentes" "Snake Charmer"                |                                     |                                                                 |                    |                        |
| ASA | "Os Irmãos de Dagarack" "Brothers of Dagarack"           | por anunciar                        | por anunciar                                                    | 215                | -                      |
| ASA | "Invisível" "Overlooked"                                 | por anunciar                        | por anunciar                                                    | 215                | -                      |
| ASA | "Desejo Mágico" "Wish Upon a Star"                       | por anunciar                        | por anunciar                                                    | 215                | -                      |

## Transmissão mundial
| País / Região                      | Canal                      | Data de estreia        | Ref(s)        |
| ---------------------------------- | -------------------------- | ---------------------- | ------------- |
| França                             | M6                         | 30 de março de 2015    | [ 4 ]         |
| Suíça                              | RTS                        | 3 de abril de 2015     | [ 39 ]        |
| Bélgica                            | OUFtivi                    | 6 de abril de 2015     | [ 40 ]        |
| Reino Unido                        | Nick Jr. Reino Unido       | 10 de abril de 2015    | [ 41 ] [ 42 ] |
| Austrália · Nova Zelândia          | Nick Jr. Austrália         | 4 de maio de 2015      | [ 43 ]        |
| África do Sul                      | Nicktoons                  | 4 de maio de 2015      | [ 44 ]        |
| Singapura · Filipinas              | Nickelodeon                | 8 de maio de 2015      | [ 45 ]        |
| Grécia                             | Nickelodeon                | 10 de maio de 2015     | [ 46 ]        |
| Portugal                           | Nickelodeon Portugal       | 30 de maio de 2015     | [ 5 ] [ 47 ]  |
| Portugal                           | SIC                        | 12 de setembro de 2015 | [ 6 ] [ 48 ]  |
| Portugal                           | Panda Kids                 | 7 de julho de 2025     | [ 7 ] [ 49 ]  |
| Espanha                            | Neox Kidz                  | 11 de agosto de 2015   | [ 50 ] [ 51 ] |
| Espanha                            | Nickelodeon Espanha        | 11 de agosto de 2015   | [ 52 ]        |
| País Basco                         | EITB                       | 11 de agosto de 2015   |               |
| Indonésia · Malásia                | Nickelodeon                | 15 de maio de 2015     | [ 45 ]        |
| Itália                             | Nick Jr. Itália            | 18 de maio de 2015     | [ 53 ] [ 54 ] |
| Itália                             | K2                         | 12 de junho de 2015    | [ 55 ] [ 56 ] |
| Rússia                             | Nickelodeon                | 29 de maio de 2015     | [ 57 ]        |
| Brasil                             | Gloob                      | 15 de junho de 2015    | [ 9 ]         |
| Peru · Chile · Argentina · Uruguai | Nickelodeon América Latina | 15 de junho de 2015    | [ 58 ]        |
| Países Baixos                      | Nickelodeon                | 15 de junho de 2015    | [ 59 ]        |
| Bélgica                            | Nickelodeon                | 15 de junho de 2015    | [ 59 ]        |
| Dinamarca                          | Nickelodeon                | 15 de junho de 2015    | [ 60 ]        |
| Noruega                            | Nickelodeon                | 15 de junho de 2015    | [ 60 ]        |
| Suécia                             | Nickelodeon                | 15 de junho de 2015    | [ 60 ]        |
| Polónia                            | Nickelodeon                | 15 de junho de 2015    | [ 61 ]        |
| Polónia                            | TV Puls                    | 31 de agosto de 2015   | [ 62 ]        |
| Israel                             | Nickelodeon                | 21 de junho de 2015    |               |
| Alemanha                           | Super RTL                  | 26 de junho de 2015    | [ 63 ]        |
| Estados Unidos                     | Nickelodeon                | 3 de agosto de 2015    | [ 64 ]        |
| Canadá                             | Teletoon                   | 9 de setembro de 2015  | [ 65 ]        |
| Canadá                             | Télé-Québec                | 12 de setembro de 2015 | [ 66 ] [ 67 ] |
| Dinamarca                          | DR                         | por anunciar           | [ 68 ]        |
| Finlândia                          | MTV3                       | por anunciar           | [ 68 ]        |
| Noruega                            | NRK                        | por anunciar           | [ 68 ]        |
| Mundo árabe                        | Spacetoon                  | por anunciar           | [ 68 ]        |
| Tailândia                          | Channel 3                  | por anunciar           | [ 68 ]        |
| Indonésia                          | MNCTV                      | por anunciar           | [ 68 ]        |
| Turquia                            | Kidz TV                    | por anunciar           | [ 69 ]        |
| Albânia                            | Bang Bang                  | por anunciar           |               |